# Pramo
pramo（プラモ）は、かつて秋田県を拠点に活動していた5人組アイドルユニット。2018年（平成30年）12月で解散（活動を無期限停止）した。

## 来歴
2011年（平成23年）4月より、秋田県初のローカルアイドルユニットとして「地元愛を伝えること」などをコンセプトに地元から愛されるアイドルを目指しラジオ番組を中心に秋田県を拠点にモデル活動やイベント出演などを開始した。
2012年（平成24年）3月31日にはSONOKAとMIYUが卒業、新メンバーのAOIとMISAKIが加入しSERENをリーダーとして再び5人でのpramo第2章としての活動を開始した、同年8月4日・5日には東京・お台場特設会場で開催されたTOKYO IDOL FESTIVAL2012に初出演し好評を博した。同年11月26日には秋田市の中心部に位置するエリアなかいち秋田市にぎわい交流館「あう」AU・多目的ホールにて初の単独ライブを開催、以後、同会場は定期ライブやイベントの拠点となっている。
2013年（平成25年）3月29日に開催された定期ライブでMARINAとYUUKAの加入を発表、同年4月27日の万SAI堂秋田店イベントでAYANOの加入を発表し、過去最大の8人でのpramo第3章の活動を開始したが、同年6月15日よりMISAKIがParty Rocketsの元メンバー金野優花、辻村愛璃と共にダンスボーカルユニット「Aither(アイテール)」の活動を開始し、同年10月1日には移籍を発表した。また、同年8月29日付でMARINAが体調不良との理由で活動を休止、2014年3月23日には「pramoライブ『AOI卒業記念』」への出演をもってAOIが卒業し、4期目を再び5人で迎えることとなった。
2014年（平成26年）6月6日に放送されたラジオレギュラー番組「プラモ+（プラス）」の中で4期生のKAHOの加入を発表し、同年6月8日にエリアなかいちで開催したpramo第6弾シングル「100%(うんめい)の確率」リリース祭のステージで初披露した。pramoでは初の小学6年生のメンバーとして2014年度の活動を行った。
2015年（平成27年）3月からは5期生のWAKANA、AYAKAが加入し7名での活動をスタート、2016年（平成28年）2月14日の「pramoのリーダーSEREN卒業ライブ『My Story〜5年間の軌跡〜』」への出演をもってSERENが卒業した。また、同年2月29日に学業専念を理由にWAKANAの契約終了が公式サイトにて発表され、YUUKAを3代目リーダーとして再びメンバー5名で活動することとなった。
2016年（平成28年） 4月6日の「プラモ+」新年度第1回目の放送内で第6期生のCHIKAKO、AOBAの加入が発表された 。
2017年2月5日の「exist -MAYU LAST LIVE-」への出演をもってMAYUが卒業、2月7日の公式サイトの発表をもってKAHOが脱退、3月12日の「pramo KOMUGI卒業ライブ 〜Departure〜」への出演をもってKOMUGIが卒業した。4月からは4人体制で活動することとなった。
2017年（平成29年） 6月2日の「pramoのゔぁ！」SHOWROOM番組内にて、第7期生のRIRUの加入を発表した。同年10月29日の「pramo CHIKAKO 握手会・物販会＆特典会」イベントをもって学業専念のためCHIKAKOが卒業し、2018年2月11日の「pramo第3期生・３代目リーダーYUUKA卒業ライブ 〜Developing〜」をもってYUUKAが卒業した。
2018年(平成30年)4月に第8期生のYUARAとMAYUMIの加入を発表し、5人体制での活動がスタートした。同年11月7日放送のエフエム秋田「pramo＋」にて、pramoが2018年12月29日をもって無期限活動休止することを発表した。
同年12月28日にpramo活動休止前の最終ライブ、「pramo『Last Live』」をもって無期限活動休止となった。

## 他グループ・内部ユニットでの活動

### ロコドル大作戦
メンバーのMAYUは2012年11月、アイドル育成オンラインカードゲーム「究極×シャッフル☆ロコドル大作戦」において全国のゲームプレイヤーの投票により選出され、スペシャルユニット「ロコドル大作戦 チーム ハイカラさん」のメンバーとしてビクターエンタテインメントよりデビューシングル「ロコドルのずっとずっと」をリリースした。
2013年2月1日に発表された第2期選挙においても6位で選出され、スペシャルユニット「ロコドル大作戦 チーム つなぎ女子」でセカンドシングル「アイドル街道」をリリース、2013年10月に発表された第3期選挙においては13位に入り「ロコドル大作戦 チーム ツンデレラガールズ チームB（仮）」のメンバーとして参加し「ツンデレラガール〜二人だけの写メ〜」をリリースした。

### まゆドットこむ〜カミネンズ〜
メンバーのMAYUとKOMUGIはラジオレギュラー番組「プラモ+（プラス）」の2012夏休み企画「紙粘土で作ろう秋田!!」から生まれたユニット「まゆドットこむ〜カミネンズ〜」で、2013年7月25日にデビューシングル「KiMi Connection / HEY 彼女」をリリース、2015年2月23日にはセカンドシングル「HEBANA / 乙女の心は万華鏡」を、2016年11月21日にはラストシングルとなる「Japanese Dream / またね！」をリリースした。

## メンバー

### 現在のメンバー
| 名前              | 愛称   | 生年月日       | 現年齢 | 出身地 | 期  | イメージカラー | 色種 | 血液型 | 備考 |
| ----------------- | ------ | -------------- | ------ | ------ | --- | -------------- | ---- | ------ | --- |
| AYAKA （あやか）  | あーや | 2001年7月17日  | 23歳   | 秋田市 | 5期 | 桃             |      | -型    | 4代目リーダー 2020年12月26日より夢みるアドレセンス立花彩夏として活動。2021年2月18日にグループ脱退(芸能界引退)。 |
| AOBA （あおば）   | あお   | 2003年8月29日  | 21歳   | 潟上市 | 6期 | 青             |      | -型    | |
| RIRU （りる）     | りる   | 2003年2月14日  | 22歳   | 秋田市 | 7期 | 赤             |      | -型    | 卒業後はAKB48チーム8秋田県代表として活動。2020年9月24日付で活動辞退となった。                                   |
| YUARA （ゆあら）  |        | 2004年12月12日 | 20歳   | 潟上市 | 8期 | 黄             |      | -型    | 卒業後はPIDL☆未来stageで活動。2020年8月にルール違反で契約解除となった。                                         |
| MAYUMI （まゆみ） |        | 2006年4月5日   | 18歳   | 秋田市 | 8期 | 白             |      | -型    | |

- 2018年11月現在
- メンバー紹介で使われる「愛してくれなきゃこまっちゃう〜」のキャッチフレーズは日本テレビ系の音楽番組「ハッピーMusic」内の「ジモドル47」のコーナーで、ベッキーが考案したもので、「こまっちゃう」の部分を美人の代名詞である「小町」と掛けている。

### 卒業・移籍・活動休止メンバー
| 名前               | 愛称         | 生年月日 （現年齢）   | 出身地 | 血液型 | 加入年月日 (加入期) | 卒業・移籍・活動休止日 | 在籍状況     | 備考 |
| ------------------ | ------------ | --------------------- | ------ | ------ | ------------------- | ---------------------- | ------------ | --- |
| SONOKA （そのか）  | そのっち     | 1994年2月18日（31歳） | 秋田市 | B型    | 2011年4月1日(1期)   | 2012年3月31日          | 卒業         | 初代リーダー |
| MIYU （みゆう）    | みゅうみゅう | 1994年2月14日（31歳） | 秋田市 | O型    | 2011年4月1日(1期)   | 2012年3月31日          | 卒業         | |
| MARINA （まりな）  | まり         | 2000年9月7日（24歳）  | 秋田市 | A型    | 2013年3月29日(3期)  | 2013年8月29日          | 活動休止     | 担当カラーは緑、キャッチコピーは「pramoのおっちょこちょい」 |
| MISAKI （みさき）  | みぃちゃん   | 1999年6月3日（25歳）  | 秋田市 | O型    | 2012年3月31日(2期)  | 2013年9月30日          | ユニット移籍 | 担当カラーはピンク、キャッチコピーは「pramoのエンジェル」 2013年6月よりAitherと兼任、同年10月1日付でAither専属となることが発表された（ - 2014年12月）。その後、ライムベリー（2015年3月〜2017年8月）を経て、2017年12月より木村美咲名義でラストアイドルのSomeday Somewhereのメンバーとして活動。2021年2月にグループを卒業し芸能界を引退した。 |
| AOI （あおい）     | あお         | 1995年8月30日（29歳） | 秋田市 | B型    | 2012年3月31日(2期)  | 2014年3月23日          | 卒業         | 担当カラーは青、キャッチコピーは「pramoのさわやか」「pramoのボーイッシュ担当」 |
| AYANO （あやの）   | あやのん     | 1999年10月6日（25歳） | 湯沢市 | A型    | 2013年4月27日(3期)  | 2015年3月23日          | 契約終了     | 担当カラーは白、キャッチコピーは「pramoのシャイニー」 |
| SEREN （せれん）   | せれにゃん   | 1997年8月17日（27歳） | 男鹿市 | A型    | 2011年4月1日(1期)   | 2016年2月14日          | 卒業         | 担当カラーは紫、2代目リーダー |
| WAKANA （わかな）  | わっか       | 1998年6月14日（26歳） | 秋田市 | -型    | 2015年3月(5期)      | 2016年2月29日          | 契約終了     | 担当カラーは紺、キャッチコピーは「pramoの小野小町」 |
| MAYU （まゆ）      | まーちゃん   | 1998年5月28日（26歳） | 秋田市 | 不明   | 2011年4月1日(1期)   | 2017年2月5日           | 卒業         | 担当カラーは赤、キャッチコピーは「pramoのマシュマロ」 元アップアップガールズ（2）（2017年2月〜2022年5月） 現在は吉川茉優名義でソロアーティストとして活動。 |
| KOMUGI （こむぎ）  | こむ         | 1998年6月22日（26歳） | 秋田市 | O型    | 2011年4月1日(1期)   | 2017年3月12日          | 卒業         | 担当カラーは黄色、キャッチコピーは「pramoの食いキャラ」 秋田美少女図鑑第一期専属モデル（2021年10月～） |
| KAHO （かほ）      | かほちゃま   | 2002年4月6日（22歳）  | 秋田市 | -型    | 2014年6月6日(4期)   | 2017年2月7日           | 卒業         | 担当カラーは黄緑、キャッチコピーは「pramoのガキンチョ」 ブラウブリッツ秋田応援女子マネージャー（2020年2月〜2022年11月） |
| CHIKAKO （ちかこ） | ちかこっこ   | 2001年6月14日（23歳） | 能代市 | -型    | 2016年4月6日(6期)   | 2017年10月29日         | 卒業         | 担当カラーは白、キャッチコピーは「pramoのドラマー」 能代ふるさとPR大使（2022年4月～） |
| YUUKA （ゆうか）   | ゆうきゃん   | 2000年1月29日（25歳） | 潟上市 | O型    | 2013年3月29日(3期)  | 2018年2月11日          | 卒業         | 担当カラーは水色、3代目リーダー 澤井優香名義でサタナビっ!レギュラー（2018年12月～） |

- メンバーの高校卒業と同時にpramoも卒業するという事が慣例となっていた。

## 作品

### シングル
| 枚  | リリース日     | タイトル                 | カップリング | 販売形態 | 規格品番                                                                     | 備考                                                        |
| --- | -------------- | ------------------------ | --- | -------- | ---------------------------------------------------------------------------- | ----------------------------------------------------------- |
| 1st | 2011年8月8日   | 時代をハジメルよっ！     | 踊りまっしょいKOMACHI | CD       | DACE-0001                                                                    | 作詞 Kon-K 作曲 Kon-K 編曲 Kon-K                            |
| 2nd | 2012年3月3日   | ツボミ〜一期一会〜       | O-So-Z ROCK!! | CD       | DACEE-002                                                                    | 作詞 櫻井薫子 作曲 田辺晋太郎 編曲 齋藤優輝                 |
| 3rd | 2012年8月18日  | 祭りだぜぃ！             | I can,You can!〜やれば出来る〜 | CD       | DACEE-003                                                                    | 作詞 Kon-K 作曲 Kon-K 編曲 Kon-K                            |
| 4th | 2013年1月25日  | シンデレLove!            | Peaceful world 〜秋田の戦士きりたんぽ〜 時代をハジメルよっ！(2期ver.)通常版A O-So-Z ROCK!!(2期ver.)通常版B AOIコメント(AOI ver.) KOMUGIコメント(KOMUGI ver.) MAYUコメント(MAYU ver.) MISAKIコメント(MISAKI ver.) SERENコメント(SEREN ver.) | CD       | DACEE-004A DACEE-004B DACEE-004C DACEE-004D DACEE-004E DACEE-004F DACEE-004G | 作詞 Kon-K 作曲 Kon-K 編曲 Kon-K ※O-So-Z ROCK!!は上記の通り |
| 5th | 2013年9月14日  | Fighting Pose            | 街〜ありがとう〜 | CD       | DACEE-006                                                                    | 作詞 Kon-K 作曲 Kon-K 編曲 Kon-K                            |
| 6th | 2014年6月8日   | 100%(うんめい)の確率     | ハタハタ音頭 | CD       | DACEE-007                                                                    | 作詞 古今なつ 作詞 Kon-K 作曲 Kon-K 編曲 Kon-K              |
| 7th | 2015年10月17日 | Brand new world          | けけけ | CD       | DACEE-009                                                                    | 作詞 Kon-K 作曲 Kon-K                                       |
| 8th | 2016年11月25日 | ツナイデル、スパイラル。 | look up! | CD       | DACEE-010                                                                    | 作詞 銀ノ介・菊池マサヒデ / CAGE 作曲 銀ノ介 / CAGE         |
| 9th | 2017年11月26日 | ブレイクスルー           | わっしょい!! | CD       | DACEE-012                                                                    |                                                             |

### 参加作品

#### MAYU
| リリース日    | タイトル                           | アーティスト                            | 販売形態 | レーベル                   | 規格品番   | 収録内容 |
| ------------- | ---------------------------------- | --------------------------------------- | -------- | -------------------------- | ---------- | --- |
| 2013年1月16日 | ロコドルのずっとずっと             | ロコドル大作戦 チームハイカラさん       | CD       | ビクターエンタテインメント | VICL-36752 | M-1：ロコドルのずっとずっと M-2：HR 自己紹介ボイス M-3：ロコドルのずっとずっと（HRバージョン） M-4：フルーティー 自己紹介ボイス M-5：ロコドルのずっとずっと（フルーティーバージョン） M-6：pramo 自己紹介ボイス M-7：ロコドルのずっとずっと（pramo バージョン） M-8：ロコドルのずっとずっと（instrumental） |
| 2013年6月19日 | アイドル街道                       | ロコドル大作戦 チームつなぎ女子         | CD       | ビクターエンタテインメント | VICL-36804 | M-1：アイドル街道 / ロコドル大作戦 チーム つなぎ女子 M-2：ロコドル・メドレー〜つなぎ大作戦〜 M-3：アイドル街道 （オリジナルカラオケ） |
| 2013年11月6日 | ツンデレラガール〜二人だけの写メ〜 | ロコドル大作戦 チームツンデレラガールズ | CD       | ビクターエンタテインメント | VICL-36847 | M-1：ツンデレラガール〜二人だけの写メ〜 M-2：お願いぱんどせる M-3：ツンデレラガール〜二人だけの写メ〜（オリジナルカラオケ） M-4：お願いぱんどせる（オリジナルカラオケ） |

#### MAYU・KOMUGI
| リリース日     | タイトル                   | アーティスト                 | 販売形態 | レーベル                   | 規格品番  |
| -------------- | -------------------------- | ---------------------------- | -------- | -------------------------- | --------- |
| 2013年7月25日  | KiMi Connection / HEY 彼女 | まゆドットこむ〜カミネンズ〜 | CD       | ダースエンターテインメント | mkcd01    |
| 2015年2月22日  | HEBANA / 乙女の心は万華鏡  | まゆドットこむ〜カミネンズ〜 | CD       | ダースエンターテインメント | DACEE-008 |
| 2016年11月21日 | Japanese Dream / またね！  | まゆドットこむ〜カミネンズ〜 | CD       | ダースエンターテインメント | DACEE-011 |

## 出演

### テレビ
- さんまのスーパーからくりTV（2011年9月18日、TBS）[35][注 2]
- ハッピーMusic（2012年6月15日、日本テレビ系列）[36]

### CM・イメージキャラクター
- 秋田オリジナル麹「あめこうじ」PR大使（2014年6月25日 - 、秋田県総合食品研究センター）[37]
- 全国健康福祉祭あきた大会（ねんりんピック秋田）応援大使（2016年11月7日 - 、ねんりんピック秋田2017実行委員会）[38]

### キャンペーン
- 東北限定ローソンプレゼンツ「ジモドルフェスタ2014WINTER」キャンペーン[39]（2014年1月7日 - 2014年3月9日）
- 全国あまちゃんマップ あなたの街おこしキャンペーン[40]（2013年、NHK）- 地元サポーター[41]
- 恋する地元キャンペーン[42]（2014年、NHK）- 「恋ジモサポーター」秋田県代表

### ゲーム
- 究極×シャッフル☆ロコドル大作戦[43]（2012年8月1日 - 2014年3月5日、Yahoo!モバゲー）アイドル育成型ソーシャルゲーム/カードバトルゲーム